# Once Upon a Time/The Singles
Pour les articles homonymes, voir Once Upon a Time (homonymie).
Albums de Siouxsie and the Banshees
Juju
(1981) A Kiss in the Dreamhouse
(1982)
Once Upon a Time/The Singles est un album compilation du groupe Siouxsie and the Banshees publié en 1981. Il regroupe les premiers singles du groupe sortis entre 1978 et 1981, plus le morceau Mirage extrait de leur premier album The Scream.

## Liste des titres de l'édition de 1981
1. Hong Kong Garden
2. Mirage
3. The Staircase (Mystery)
4. Playground Twist
5. Love in a Void
6. Happy House
7. Christine
8. Israel
9. Spellbound
10. Arabian Knights